# 胡晓光
胡晓光（1918年—2011年），中华人民共和国政治人物，河北唐县人，中国共产党党员，前卢氏县县委第一书记。

## 履历
1938年1月，胡晓光参加中国共产党的革命运动，1941年2月加入中国共产党。历任唐县六区武委会干事、唐县县政府科长、偃师县政府财政科长、洛阳行署财政科长、洛阳矿山机器厂财务科长、洛阳行署经委副主任等职。
1961年5月，胡晓光进入卢氏县政坛，担任中共卢氏县委第一书记，参加过七千人大会。文化大革命爆发后，“造反派”夺权，胡晓光逐渐被边缘化，1968年5月担任卢氏县革命委员会副主任，1969年3月离开卢氏县政坛，返回洛阳。
1970年1月，胡晓光任洛阳地区财政局党组书记兼局长，改革开放后任洛阳地区财委副主任兼财政局局长。1983年8月，胡晓光离职休养，享受地专级待遇。2011年6月25日，胡晓光因病去世，享年93岁。